# Valea lui Maș, Argeș
Valea lui Maș este un sat în comuna Mușătești din județul Argeș, Muntenia, România.